# Tihočaj
 Tihočaj  falu Horvátországban Zágráb megyében. Közigazgatásilag Jasztrebarszkához tartozik.

## Fekvése
Zágrábtól 34 km-re délnyugatra, községközpontjától 12 km-re északnyugatra, a Plešivica-hegységben erdők között fekszik.

## Története
A falunak 1857-ben 31, 1910-ben 48 lakosa volt. Trianon előtt Zágráb vármegye Jaskai járásához tartozott. 2001-ben 4 lakosa volt.

## Lakosság
| Lakosság változása | Lakosság változása | Lakosság változása | Lakosság változása | Lakosság változása | Lakosság változása | Lakosság változása | Lakosság változása | Lakosság változása | Lakosság változása | Lakosság változása | Lakosság változása | Lakosság változása | Lakosság változása | Lakosság változása |
| ------------------ | ------------------ | ------------------ | ------------------ | ------------------ | ------------------ | ------------------ | ------------------ | ------------------ | ------------------ | ------------------ | ------------------ | ------------------ | ------------------ | ------------------ |
| 1857               | 1869               | 1880               | 1890               | 1900               | 1910               | 1921               | 1931               | 1948               | 1953               | 1961               | 1971               | 1981               | 1991               | 2001               |
| 31                 | 46                 | 35                 | 45                 | 47                 | 48                 | 53                 | 54                 | 59                 | 60                 | 54                 | 47                 | 18                 | 10                 | 4                  |

## Külső hivatkozások
Jasztrebaszka város hivatalos oldala